# Euphronius von Tours
Euphronius von Tours (* ca. 503; † 573) war von 556 bis zu seinem Tod Bischof von Tours. 
Euphronius stammte aus einer gallorömisch-senatorischen Familie und war ein Verwandter Gregors von Tours. Euphronius wurde in jungen Jahren Geistlicher und ist eventuell mit einem Mönch gleichen Namens identisch, der in der Vita Leobini erwähnt wird und sich 533/34 zunächst in der Diözese von Chartres niederließ. Er wurde jedenfalls 556 Bischof von Tours. Gregor berichtet hochachtungsvoll von Euphronius, der mehrere kirchliche Bauten errichten ließ, darunter die Vinzenzbasilika. Euphronius stand 567 einem Konzil in Tours vor und war ein Förderer des Dichters Venantius Fortunatus.
Gregor von Tours wurde sein Nachfolger als Bischof von Tours; Gregor zufolge soll Euphronius bei seinem Tod 70 Jahre alt gewesen sein. 